# Rivière du Moulin (rivière aux Billots)
Pour les articles homonymes, voir Moulin (homonymie) et Rivière du Moulin.
La rivière du Moulin coule entièrement dans la municipalité de Saint-Damien-de-Buckland, dans la municipalité régionale de comté (MRC) de Bellechasse, dans la région administrative de Chaudière-Appalaches, au Québec, au Canada.
La Rivière du Moulin est un affluent de la rive sud de la rivière aux Billots laquelle est un affluent de la rive est de la rivière des Abénaquis (rivière Etchemin) ; puis le courant coule vers le sud-ouest jusqu'à la rive est de la rivière Etchemin ; cette dernière coule vers le nord pour se déverser sur la rive sud du fleuve Saint-Laurent, en face de la ville de Québec.

## Géographie
Les principaux bassins versants voisins de la Rivière du Moulin sont :
- côté nord : rivière aux Billots, rivière des Abénaquis (rivière Etchemin), rivière du Sud (Montmagny) ;
- côté est : rivière des Orignaux (rivière de la Fourche), rivière de la Fourche, rivière du Sud (Montmagny) ;
- côté sud : ruisseau à l'Eau Chaude, ruisseau de la Fromagerie, ruisseau Rover ;
- côté ouest : rivière aux Billots, rivière des Abénaquis (rivière Etchemin), rivière Etchemin.

La rivière du Moulin prend sa source au rang Trois-Pistoles dans le canton de Buckland, dans la municipalité de Saint-Damien-de-Buckland, dans la MRC de Bellechasse. Cette source est située à :
- 5,3 km à l'ouest du centre du village de Saint-Damien-de-Buckland ;
- 2,9 km au sud-est du centre du village de Saint-Damien-de-Buckland.

À partir de sa source, la rivière du Moulin coule en zone forestière et montagneuse sur 8,5 km selon les segments suivants :
- 2,6 km vers le sud-ouest, jusqu'à une route de campagne ;
- 4,1 km vers le sud-ouest, jusqu'à une route de campagne ;
- 1,8 km vers le sud, jusqu'à sa confluence.

## Toponymie
Le toponyme "Rivière du Moulin" a été officialisé le 11 septembre 1987 à la Commission de toponymie du Québec.